# 海山町 (堺市)
海山町（かいさんちょう）は、大阪府堺市堺区にある地名。2024年現在の行政地名は海山町一丁から海山町七丁。住居表示は未実施。

## 地理
堺区の北部に位置する。南は山本町、北は三宝町、西は塩浜町、南東は錦之町西・柳之町西・九間町西に接する。東から順に一丁から七丁がある。

### 河川
- 内川

## 歴史

### 沿革
- 1945年（昭和20年）、堺市海山通1 - 7丁・立花通1 - 10丁・山本通1 - 6丁・南生島町1 - 5丁・中生島町1 - 7丁の各一部より海山町成立[6]。
- 2006年（平成18年）、堺市が政令指定都市に移行し、行政区を設置。海山町は堺区の所属となる。

## 世帯数と人口
2024年（令和6年）10月31日現在の世帯数と人口は以下の通りである。
| 丁         | 世帯数    | 人口    |
| ---------- | --------- | ------- |
| 海山町一丁 | 568世帯   | 1,048人 |
| 海山町二丁 | 375世帯   | 797人   |
| 海山町三丁 | 81世帯    | 143人   |
| 海山町四丁 | 355世帯   | 753人   |
| 海山町五丁 | 65世帯    | 95人    |
| 海山町六丁 | -         | -       |
| 海山町七丁 | -         | -       |
| 計         | 1,444世帯 | 2,836人 |

### 人口の変遷
国勢調査による人口の推移。
| 1995年（平成7年）  | 2,491人 | [ 7 ]  |  |
| 2000年（平成12年） | 3,160人 | [ 8 ]  |  |
| 2005年（平成17年） | 3,313人 | [ 9 ]  |  |
| 2010年（平成22年） | 3,225人 | [ 10 ] |  |
| 2015年（平成27年） | 3,086人 | [ 11 ] |  |
| 2020年（令和2年）  | 2,934人 | [ 12 ] |  |

### 世帯数の変遷
国勢調査による世帯数の推移。
| 1995年（平成7年）  | 928世帯   | [ 7 ]  |  |
| 2000年（平成12年） | 1,140世帯 | [ 8 ]  |  |
| 2005年（平成17年） | 1,166世帯 | [ 9 ]  |  |
| 2010年（平成22年） | 1,189世帯 | [ 10 ] |  |
| 2015年（平成27年） | 1,174世帯 | [ 11 ] |  |
| 2020年（令和2年）  | 1,163世帯 | [ 12 ] |  |

## 学区
市立小・中学校に通う場合、学区は以下の通りとなる。
| 丁         | 番地 | 小学校           | 中学校           |
| ---------- | ---- | ---------------- | ---------------- |
| 海山町一丁 | 全域 | 堺市立三宝小学校 | 堺市立月州中学校 |
| 海山町二丁 | 全域 | 堺市立三宝小学校 | 堺市立月州中学校 |
| 海山町三丁 | 全域 | 堺市立三宝小学校 | 堺市立月州中学校 |
| 海山町四丁 | 全域 | 堺市立三宝小学校 | 堺市立月州中学校 |
| 海山町五丁 | 全域 | 堺市立三宝小学校 | 堺市立月州中学校 |
| 海山町六丁 | 全域 | 堺市立三宝小学校 | 堺市立月州中学校 |
| 海山町七丁 | 全域 | 堺市立三宝小学校 | 堺市立月州中学校 |

## 事業所
2021年（令和3年）現在の経済センサス調査による事業所数と従業員数は以下の通りである。
| 丁         | 事業所数  | 従業員数 |
| ---------- | --------- | -------- |
| 海山町一丁 | 25事業所  | 226人    |
| 海山町二丁 | 17事業所  | 276人    |
| 海山町三丁 | 28事業所  | 453人    |
| 海山町四丁 | 15事業所  | 140人    |
| 海山町五丁 | 24事業所  | 319人    |
| 海山町六丁 | 3事業所   | 352人    |
| 海山町七丁 | 3事業所   | 189人    |
| 計         | 115事業所 | 1,955人  |

## 交通

### バス
- 大阪シティバス[15]
  - 89号系統：浅香山通 - 三宝
- 南海バス[16]
  - 17・61・85・85L・86・86L系統：海山通 - 海山通四丁 - 浅香山通
  - 16・81・81L・83・83L・84・84L系統：浅香山通

### 道路
- 海岸通り（国道26号）
- 大阪府道29号大阪臨海線
- 大阪府道187号大堀堺線

## 施設
- 堺海山郵便局
- 三宝こども園
- 海山町みやこあざみ公園

## 郵便
- 郵便番号：590-0982[3]（集配局：堺郵便局[17]）。